# Tour d'Émilie 2020
La 103e édition du Tour d'Émilie, une course cycliste masculine a lieu en Italie le 18 août 2020. La course, disputée sur 199,7 kilomètres entre Casalecchio di Reno et San Luca, fait partie du calendrier UCI ProSeries 2020 (deuxième niveau mondial) en catégorie 1.Pro. C'est également une manche de la Coupe d'Italie de cyclisme sur route 2020.
L'épreuve est remportée en solitaire par le Russe Aleksandr Vlasov de l'équipe Astana. Il devance sur le podium le Portugais João Almeida (Deceuninck-Quick-Step) et l'Italien Diego Ulissi (	UAE Team Emirates).

## Équipes participantes
| WorldTeams (8)- Bahrain McLaren - Bora-Hansgrohe - Trek-Segafredo - Ineos - Astana - Deceuninck-Quick Step - UAE Team Emirates - NTT Pro Cycling ProTeams (8)- Androni Giocattoli-Sidermec - Bardiani CSF Faizanè - Vini Zabù-KTM - Circus-Wanty Gobert - Alpecin-Fenix - Gazprom-RusVelo - Rally Cycling - Bingoal-Wallonie Bruxelles Équipes continentales (8)- Colombia Tierra de Atletas-GW Bicicletas - Giotti Victoria-Palomar - D'Amico UM Tools - Beltrami TSA-Marchiol - Sangemini-Trevigiani-MG.Kvis - Work Service Dynatek Vega - General Store Essegibi F.lli Curia - Team Colpack-Ballan Équipe nationale- Italie |
| |

## Classements

### Classement final
| \| Classement général \| Classement général \| Classement général \| Classement général \| Classement général \| \| Coureur \| Coureur \| Pays \| Équipe \| Temps \| \| ------------------ \| ------------------ \| ------------------ \| --------------------- \| ------------------ \| \| 1er \| Aleksandr Vlasov \| Russie \| Astana \| 4 h 59 min 41 s \| \| 2e \| João Almeida \| Portugal \| Deceuninck-Quick Step \| + 9 s \| \| 3e \| Diego Ulissi \| Italie \| UAE Team Emirates \| + 18 s \| \| 4e \| Eddie Dunbar \| Irlande \| Team Ineos \| + 21 s \| \| 5e \| Andrea Bagioli \| Italie \| Deceuninck-Quick Step \| + 24 s \| \| 6e \| Jakob Fuglsang \| Danemark \| Astana \| + 29 s \| \| 7e \| Vincenzo Nibali \| Italie \| Trek-Segafredo \| + 46 s \| \| 8e \| Giulio Ciccone \| Italie \| Trek-Segafredo \| + 1 min 32 s \| \| 9e \| Giovanni Visconti \| Italie \| Vini Zabù-KTM \| + 2 min 41 s \| \| 10e \| Gianluca Brambilla \| Italie \| Trek-Segafredo \| + 2 min 41 s \| |                    |          |                       |                 |
| |                    |          |                       |                 |
| Source : ProCyclingStats |                    |          |                       |                 |
| Classement général |                    |          |                       |                 |
| Coureur | Coureur            | Pays     | Équipe                | Temps           |
| 1er | Aleksandr Vlasov   | Russie   | Astana                | 4 h 59 min 41 s |
| 2e | João Almeida       | Portugal | Deceuninck-Quick Step | + 9 s           |
| 3e | Diego Ulissi       | Italie   | UAE Team Emirates     | + 18 s          |
| 4e | Eddie Dunbar       | Irlande  | Team Ineos            | + 21 s          |
| 5e | Andrea Bagioli     | Italie   | Deceuninck-Quick Step | + 24 s          |
| 6e | Jakob Fuglsang     | Danemark | Astana                | + 29 s          |
| 7e | Vincenzo Nibali    | Italie   | Trek-Segafredo        | + 46 s          |
| 8e | Giulio Ciccone     | Italie   | Trek-Segafredo        | + 1 min 32 s    |
| 9e | Giovanni Visconti  | Italie   | Vini Zabù-KTM         | + 2 min 41 s    |
| 10e | Gianluca Brambilla | Italie   | Trek-Segafredo        | + 2 min 41 s    |

### Classements UCI
La course attribue des points au Classement mondial UCI 2020 selon le barème suivant.
| Position           | 1er | 2e  | 3e  | 4e  | 5e | 6e | 7e | 8e | 9e | 10e | 11e | 12e | 13e | 14e | 15e | 16e à 30e | 31e à 40e |
| Classement général | 200 | 150 | 125 | 100 | 85 | 70 | 60 | 50 | 40 | 35  | 30  | 25  | 20  | 15  | 10  | 5         | 3         |